# Paraphlebia hyalina
El caballito patón de alas claras (Paraphlebia hyalina) es una especie de caballito del diablo perteneciente a la familia Thaumatoneura. Esta especie, además de conciderarse rara, es endémica de México, solo se conoce de una localidad tipo y dos sitios más1. El nombre científico hace referencia a la ausencia de pigmentación en las alas4.

## Clasificación
Hasta el año 2013, el género Paraphlebia se clasificaba dentro de la familia Megapodagrionidae, sin embargo, en estudios moleculares recientes se descubrió que Paraphlebia es el grupo hermano de Thaumatoneura, un género monotípico endémico de Costa Rica y Panamá5.

## Descripción de la especie
- Cabeza: principalmente negra, mandíbulas, región genal y labro negros, anticlipeo pardo, postclipeo y frente azul pálido, ocelos rojo brillante, vertex negro, occipucio negro, antenas principalmente pardas con el segmento basal ligeramente pálido, ojos negros.
- Protorax: marrón oscuro a negro con un área grande beige en el epimeron; lóbulo posterior convexo entero.
- Pterothorax: mesepisterno negro, carina dorsal pálida, mesepimerón negro, banda humeral delgada como una línea pálida, sutura interpleural con una banda pálida, metepisterno negro, metepimerón principalmente pálido con una banda negra longitudinal, esterno amarillo pálido.
- Patas. fémur pálido, el resto marrón.
- Abdomen: principalmente marrón con la base de los segmentos 3-7 negro con un anillo amarillo pálido de aproximadamente 1/8 de la longitud total de cada segmento, segmentos 8-10 totalmente negros, el dorso de los segmentos 9-10 pruinoso, carina medio dorsal del segmento 10 con el margen dorso apical en forma de “V”.
- Alas: hialinas, costa marrón oscuro, el resto de la venación negra.
- Medidas: abdomen ≈45 mm; ala trasera ≈ 37 mm1.

## Ciclo de vida
Diferente a sus especies hermanas (P. quinta y en especial P. zoe) nuestro conocimiento de P. hyalina es prácticamente limitado a los sitios de donde el animal fue originalmente colectado. Presumiblemente, el ciclo de vida podría parecerse al de sus especies hermanas, en donde utilizan el reverso de las hojas para que tanto los huevos como las larvas puedan desarrollarse. No se tienen registro de su historia natural ni conocimiento de la ecología y comportamiento de la especie 1,2,3.

## Distribución
P. hyalina es endémica de México y su distribución está restringida al estado de Veracruz1,4; aunque se tienen algunos recursos no registrados donde se ha descrito a la especie en locaciones de Honduras 1,2,3.

## Hábitat
Se ha visto que esta especie tiene preferencia por los bosques tropicales 1. Los adultos perchan con las alas cerradas y se encuentran en escurrideros parcialmente sombreados y pequeños riachuelos, a menudo están en paredes verticales con capas de agua delgadas6.

## Estado de conservación
Ninguna de las legislaciones mexicanas, ni la IUCN tiene provista a P. hyalina en alguna categoría de riesgo. Un artículo reciente revisó el estatus de esta especie en la IUCN y se propuso el cambio a de menor preocupación como categoría, basándose en las únicas dos colectas que se tienen en México3. Sin embargo la IUCN la mantiene sin ninguna categoría de riesgo7.